# معمارية 1 بت

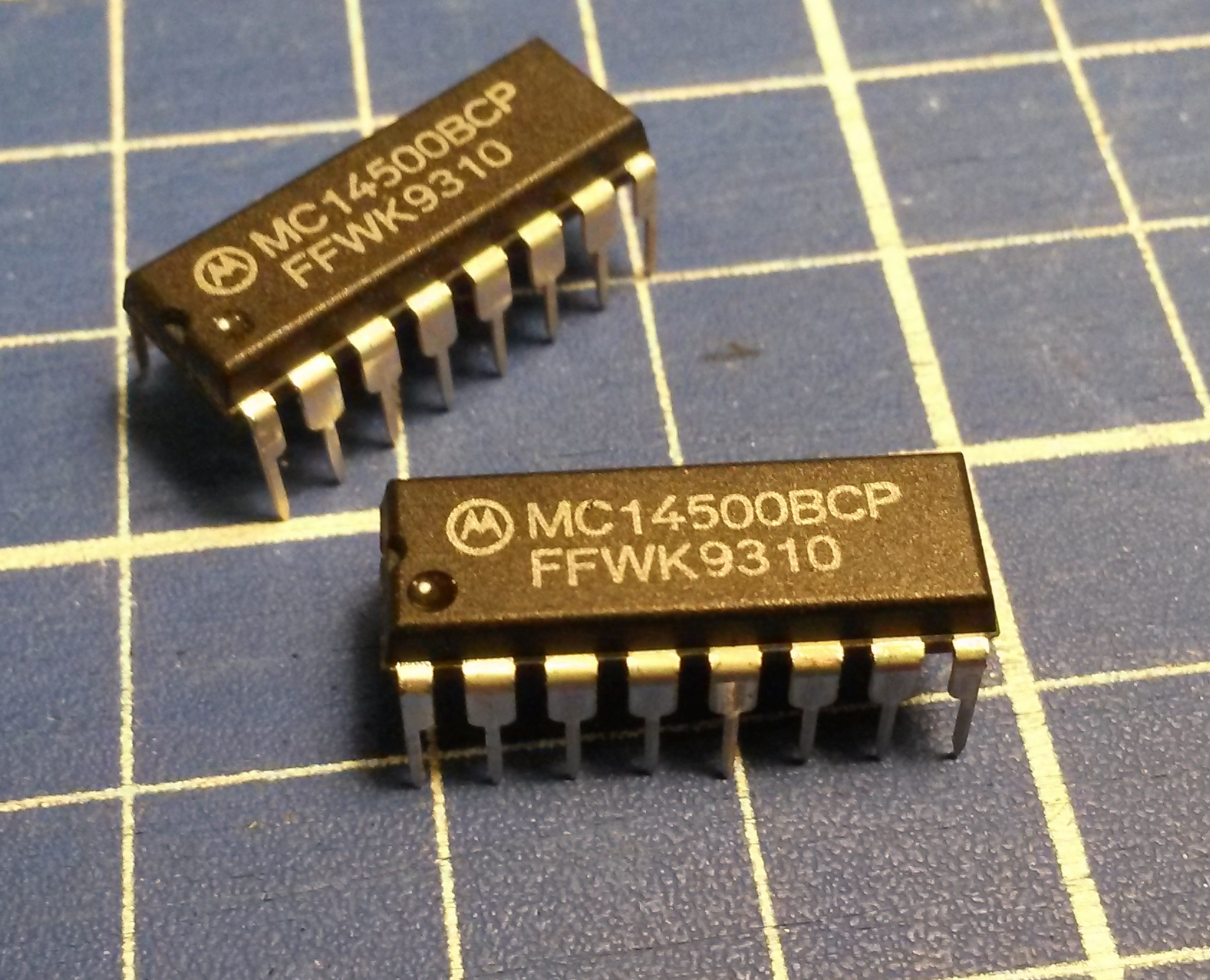
ام سي 14500 بي وهو متحكم منطقي قابل للبرمجة بمعمارية 1 بت

يمكن تعريف معمارية الحاسوب الـ 1 بت (بالإنجليزية: 1-bit)، بأنها تتعامل مع الأعداد الصحيحة (بالإنجليزية: Integer) أو البيانات الأخرى التي يكون حجمها 1 بت (تساوي أيضا ثمن الأُثمون (بالإنجليزية: octet)). وتندرج تحتها أيضًا معماريات وحدة المعالجة المركزية (بالإنجليزية: CPU) ووحدة الحساب والمنطق (بالإنجليزية: ALU) والتي تكون فيها مسجلات المعالج بحجم 1 بت.
لا توجد حواسيب أو متحكمات دقيقة من أي نوع تكون بحجم بت واحد فقط لجميع المسجلات وناقلات العناوين (بالإنجليزية: Address bus). يمكن للمسجل ذي البت الواحد تخزين قيمتين مختلفتين فقط، وهو ما يمثل قيدًا كبيرًا. لذلك، فهو لا يكفي لعداد البرنامج (بالإنجليزية: Program counter)، والذي يُنفذ في الأنظمة الحديثة ضمن مسجلات المعالجات الموجودة على الرقاقة. في بعض الأنظمة ذات البت الواحد، لا يمكن تشغيل عداد البرنامج على الرقاقة، مما أدى إلى أن تصبح رموز التعليمات البرمجية التشغيلية لبنية المعالجات ذات البت الواحد بحجم 4 بت، وناقلات العناوين بحجم 8 بت.
في حين أن الحوسبة ذات البت الواحد قد عفا عليها الزمن في الغالب، إلا أن الاتصالات التسلسلية ذات البت الواحد لا تزال مستخدمة في أجهزة الكمبيوتر الحديثة، والتي هي بخلاف ذلك بحجم 64 بت، وبالتالي لديها أيضًا ناقلات عناوين أكبر بكثير.
في حين أن وحدات المعالجة المركزية ذات البت الواحد قد عفا عليها الزمن، فإن أول حاسوب من  أنابيب الكربون النانوية [الإنجليزية] من عام 2013 هو جهاز كمبيوتر بمجموعة تعليمات واحدة ذات بت واحد [الإنجليزية] (يحتوي على 178 ترانزستور فقط؛ نظرًا لأنه يحتوي على تعليمة واحدة فقط، فإنه يمكنه محاكاة 20 تعليمة ميبس).

## 1 بت
يقوم الحاسوب التسلسلي بمعالجة البيانات بمعدل بت واحد في كل مرة. على سبيل المثال، كان جهاز بي دي بي-8/إس [الإنجليزية] عبارة عن حاسوب 12 بت يستخدم وحدة حسابية منطقية بحجم 1 بت، ويقوم بمعالجة 12 بتًا بشكل تسلسلي.
احدي الأمثلة على أجهزة الحاسوب أحادية البت المصنوعة من الرقاقات التكاملية الصغيرة (بالإنجليزية: SSI)، الآلة الحاسبة وانج 500 [الإنجليزية] والتي صدرت ما بين العام 1970 و1971، بالإضافة إلى سلسلة معالجات النصوص وانج 1200 [الإنجليزية] والتي صدرت ما بين العام 1971 و1972، والتي طورتهما مختبرات وانج [الإنجليزية].
من الأمثلة على المعماريات أحادية البت التي تم تسويقها كنظام تحكم صناعي (بالإنجليزية: ICU) هي موتورولا ام سي 14500 بي [الإنجليزية]، والتي تم طرحها في عام 1977 وتم تصنيعها حتى منتصف التسعينيات على الأقل. تنص كتيباتها على ما يلي:
هناك وظائف لا تصلح لها الآلات أحادية البت. […] في بعض الظروف، قد يكون الجمع بين ما بين المعالج المصغر موتورولا 6800 ونظام التحكم الصناعي موتورولا ام سي 14500 بي إحدى أفضل الحلول.....
عداد البرنامج

يتألف عداد البرنامج من عدادين ثنائيين مكونتان من ام سي 14500 بي متصلين معًا ممكنة له قرأه 8 بتات من عناوين الذاكرة. يمنح هذا النظام القدرة على معالجة 256 كلمة ذاكرة منفصلة. تم تكوين العدادات للعد تصاعديًا على الحافة الصاعدة لساعة النظام التحكم الصناعي (بالإنجليزية: CLK) ويقوم بإعادة الضبط إلى الصفر عند إعادة ضبط وحدة نظام التحكم الصناعي. لاحظ أنه لا يمكن تغيير تسلسل عداد البرنامج بواسطة أي عملية من عمليات نظام التحكم الصناعي، مؤكدًا أن هذا النظام مُهيأ ليكون له بنية تحكم متكررة..
الذاكرة

كان أحد أجهزة الحاسوب المعروفة التي تعتمد على هذا المعالج هو جهاز الحاسوب 1 بت دبليو دي أر. قد يكون التسلسل النموذجي للتعليمات من برنامج لمعمارية 1 بت على النحو التالي:
- تحميل المدخل الرقمي 1 في سجل 1 بت؛
- أو فصل القيمة في سجل 1 بت مع الإدخال 2، وترك النتيجة في السجل؛
- كتابة القيمة في سجل 1 بت مخرجًا القيمة في 1.

تم اعتبار هذه المعمارية متفوقة للبرامج التي تتخذ القرارات بدلاً من إجراء العمليات الحسابية، وكذلك للبرمجة السلمية وكذلك لمعالجة البيانات التسلسلية.
هناك أيضًا العديد من دراسات المعماريات أحادية البت في الأوساط الأكاديمية، ويمكن أيضًا العثور على منطق أحادي البت مقابلها في البرمجة.
ومن الأمثلة الأخرى على البنيات أحادية البتات وحدات التحكم المنطقية القابلة للبرمجة (بالإنجليزية: PLCs)، المبرمجة في قائمة التعليمات [الإنجليزية] (بالإنجليزية: IL).
استخدمت العديد من أجهزة الحاسوب المتوازية الضخمة المبكرة معماريات أحادية البتات للمعالجات أيضًا. تشمل الأمثلة حاسوب جوديير إم بي بي [الإنجليزية] (بالإنجليزية: Goodyear MPP) في مايو 1983 وآلة التواصل (بالإنجليزية: Connection Machine) في عام 1985. باستخدام بنية أحادية البتات للمعالجات الفردية، يمكن إنشاء مجموعة كبيرة جدًا (على سبيل المثال، كان لدى آلة التواصل ما يقرب من 65536 معالجًا) باستخدام التقنيات المتاحة في ذلك الوقت. في هذه الحالة، تم التضحية بالحساب البطيء للمعالج أحادي البتات مقابل العدد الكبير من المعالجات.
يمكن اعتبار وحدات المعالجة المركزية أحادية البتات الآن قديمة، ولم يتم إنتاج العديد من الأنواع على الإطلاق، ولكن اعتبارًا من عام 2022، تتوفر بعض شرائح ام سي 14500 بي من بائعي الأجزاء القديمة.

## مزيد من الاطلاع
- Mueller، Dieter (2005) [2004]. "The famous/infamous MC14500". مؤرشف من الأصل في 2017-08-03. اطلع عليه بتاريخ 2018-07-18.
- Mueller، Dieter (2008). "MC14500 and arithmetic". مؤرشف من الأصل في 2017-05-20. اطلع عليه بتاريخ 2018-07-18.
- Mueller، Dieter (2008). "A MC14500 modification". مؤرشف من الأصل في 2017-03-20. اطلع عليه بتاريخ 2018-07-18.

## روابط خارجية
- Schembri، Thierry؛ Bizoirre، Sylvain؛ Boisseau، Olivier؛ Chauvaud، Pierre-Emmanuel. "WDR-1-Bit Computer". OLD-COMPUTERS.COM. مؤرشف من الأصل في 2017-05-20. اطلع عليه بتاريخ 2017-05-20.